# Dilton Marsh
Dilton Marsh – wieś w Anglii, w hrabstwie Wiltshire. Leży 36 km na północny zachód od miasta Salisbury i 148 km na zachód od Londynu. W 2001 miejscowość liczyła 1870 mieszkańców.